# Enehøje
Enehøje ist eine seit Anfang der 1990er Jahre unbewohnte dänische Insel im Nakskovfjord, einer Nebenbucht des Großen Belts an der Westküste der Insel Lolland. Die Insel ist 101 Hektar groß und ihr höchster Punkt liegt 16 Meter über dem Meeresspiegel.
Enehøje ist zum Kirchspiel (dän.: Sogn) Sandby (Sandby Sogn) gepfarrt, das bis 1970 zur Harde Lollands Nørre Herred im damaligen Maribo Amt gehörte. Ab 1970 gehörte es zur Ravnsborg Kommune im damaligen Storstrøms Amt, die mit der Kommunalreform zum 1. Januar 2007 in der Lolland Kommune in der Region Sjælland aufgegangen ist.
Von 1926 bis 1940 war die Insel im Besitz der Familie des Polarforschers und Schriftstellers Peter Freuchen, der hier einige seiner Werke verfasste.
Enehøje wird vom benachbarten Lolland aus landwirtschaftlich genutzt.